# Tejeda

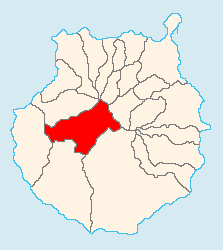
Localização de Tejeda

Tejeda é um município da Espanha na província de Las Palmas, comunidade autónoma das Canárias. Tem 103,3 km² de área e em 2021 tinha 1 865 habitantes (densidade: 18,1 hab./km²).
Miguel de Unamuno qualificou este município de “tempestade petrificada”, localizado a meio de uma caldeira vulcânica. É composto pelo casco municipal e 18 bairros. Destaca-se o seu património natural, entre o qual se encontra o símbolo da ilha, o Roque Nublo: monolito basáltico resultado dos processos vulcânicos que deram lugar à formação da ilha.
Pertence à rede das Aldeias mais bonitas de Espanha.

## Demografia
| Variação demográfica do município entre 1991 e 2004 | Variação demográfica do município entre 1991 e 2004 | Variação demográfica do município entre 1991 e 2004 | Variação demográfica do município entre 1991 e 2004 |
| --------------------------------------------------- | --------------------------------------------------- | --------------------------------------------------- | --------------------------------------------------- |
| 1991                                                | 1996                                                | 2001                                                | 2004                                                |
| 2361                                                | 2552                                                | 2400                                                | 2347                                                |

| Noroeste: Artenara              | Norte: Valleseco                         |                                    |
| Oeste: San Nicolás de Tolentino | Tejeda Vega de San MateoOceano Atlântico |                                    |
|                                 | Sul: Mogán                               | Sudeste: San Bartolomé de Tirajana |